# Tontolini (film)
Tontolini è un film muto italiano del 1910 diretto dal regista Giulio Antamoro. Fu il primo film della serie comica Tontolini, personaggio creato e interpretato dall'attore franco-italiano Ferdinand Guillaume.

Guillaume nel ruolo di Tontolini

Tontolini è un popolano italiano, sciocco e maldestro, capace però di suscitare grande stupore grazie alle sue capacità di funambolo e arrampicatore, ma anche per il suo viso buffo e capace di mutare espressione. Nella comica lo si vede impegnato a salvare una ragazza dalle grinfie di un bruto.

## Analogie con Ridolini
Il personaggio di Polidor (Guillaume) è assai simile a quello di Ridolini ideato nel 1916 dall'attore e regista Larry Semon. Le caratteristiche sono quelle di un clown assolutamente buffo per il suo viso candido e bianco, sopracciglia lunghe e sottili, un nasone dantesco ricurvo, sorriso stampato sul viso, bombetta e pantaloni grandi e ascellari sorretti da due bretelle. Ciò rende immortale il pagliaccio di Semon che, come Tontolini, si cimenta in tante avventure e specialmente nella ricerca disperata della ragazza da salvare o da sposare. Come intreccio delle storie entrambi i personaggi usano come carta vincente l'equivoco e la macchinazione, spesso con una spalla, di vari pasticci e guai sia ai danni loro che degli interlocutori e rivali, fino a sfiorare l'esagerazione. Altra caratteristica che collega Ridolini e Tontolini è la divisione in sequenze delle comiche.